# تيم فارلي
تيم فارلي (بالإنجليزية: Tim Farley)‏ هو مدون صوتي أمريكي، ولد في 12 أغسطس 1962 في نيو برونزويك في الولايات المتحدة.